# Anthon Bosch
Anthon Bosch (* 16. April 1996 in Stockholm) ist ein schwedisch-südafrikanischer Snowboarder. Er startet hauptsächlich im Slopestyle und im Big Air.

## Biographie
Bosch wurde als Kind südafrikanischer Eltern in Stockholm geboren und wuchs in Göteborg auf. Sein Großvater Joseph Edward Bosch hatte Südafrika aufgrund seines Widerstands gegen die Apartheid verlassen müssen. Im Alter von 9 Jahren kam er das erste Mal mit dem Snowboardsport in Berührung. Später besuchte er das Norges Toppidretts-gymnas in Geilo, welches er 2015 abschloss.
Sein internationales Wettkampfdebüt feierte er bereits 2014 bei den Juniorenweltmeisterschaften in Chiesa in Valmalenco, wobei er als beste Platzierung Rang 37 in der Halfpipe erreichte. 2016 wurde Bosch Schwedischer Vizemeister im Big Air und gewann Bronze im Slopestyle.
In dieser Zeit bemühte sich Bosch bereits um die Annahme der südafrikanischen Staatsbürgerschaft, welche er 2016 schließlich erhielt. Ab der Saison 2016/17 startete Bosch schließlich für Südafrika.
Am 12. November 2016 bestritt er in Mailand seinen ersten Weltcupbewerb, wobei er als 48. die Weltcuppunkteränge klar verpasste.
Im gleichen Winter nahm er erstmals an Snowboardweltmeisterschaften teil. In der Sierra Nevada belegte er den 31. Platz im Big Air, im Slopestyle klassierte er sich als 47.
2018 plante Bosch sich für die Olympischen Winterspiele in Pyeongchang zu qualifizieren, wurde dabei jedoch von einer Verletzung zurückgeworfen. Vier Jahre später verpasste er aufgrund sportlicher Kriterien die Qualifikation für die Spiele in Peking.
Am 6. März 2022 konnte sich Bosch beim Weltcup in Bakuriani erstmals unter den besten 30 eines Wettkampfs platzieren, wobei er bei nur 13 gestarteten den 12. Platz belegte.

## Erfolge

### Weltmeisterschaften
- Sierra Nevada 2017: 31. Big Air, 47. Slopestyle
- Park City 2019: 57. Slopestyle
- Aspen 2021: 40. Slopestyle, 55. Big Air
- Engadin 2025: 57. Big Air, 60. Slopestyle

### Weltcup
- Eine Platzierung unter den besten 15

### Juniorenweltmeisterschaften
- Chiesa in Valmalenco 2014: 37. Halfpipe, 42. Slopestyle

### Europacup
- 3 Platzierungen unter den besten 10

### Weitere Erfolge
- Schwedischer Vizemeister im Big Air (2016)
- Bronze bei den schwedischen Meisterschaften im Slopestyle (2016)